# Конспект флоры
Конспе́кт фло́ры — список флоры (исторически сложившейся совокупности видов растений на определённой территории) с указанием кратких сведений о каждом виде.
На практике под выражением «Конспект флоры» обычно понимают конспект не всех растений, известных с указанной территории, а только сосудистых растений; растения других групп, как правило, рассматриваются отдельно в силу особенностей методики сбора и определения.

## Содержание конспекта флоры
Обычно в конспектах флоры для каждого вида приводятся его научное (латинское) название с указанием автора, описавшего данный таксон, название на местном языке, а также те сведения о растениях данного вида, которые связаны с описываемой территорией, — условия обитания (приуроченность к определённым местообитаниям), география вида (распространение в пределах региона), частота встречаемости, время цветения (спороношения). Редкие, реликтовые и эндемичные виды обычно имеют специальные пометки.
Иногда в конспект включают также следующую информацию:
- основные синонимы видов;
- сведения о жизненной форме растения[1];
- сведения об инфравидовых таксонах;
- сведения о том, аборигенным или адвентивным (заносным) является данный вид[2];
- сведения об основных культивируемых растениях[2];
- карты распространения видов, составленные по результатам полевых исследований[3].

## Значение
Составление конспекта флоры является необходимым этапом для большинства работ, связанных с изучением, использованием и охраной растительного мира любой территории. В частности, конспект флоры является основой для составления определителей растений.
Только при наличии конспекта флоры можно провести следующие виды анализа флоры региона:
- экологический анализ — по жизненным формам и экологическим типам;
- ботанико-географический (ареалогический) анализ;
- природоохранный анализ — по наличию на территории редких, исчезающих и охраняемых растений;
- ресурсоведческий анализ — по наличию на территории хозяйственно-важных растений (пищевых, кормовых, лекарственных)[1].